# NGC 2362
Az NGC 2362 (más néven Caldwell 64) egy nyílthalmaz a Canis Major (Nagy Kutya) csillagképben.

## Felfedezése
Az NGC 2362 nyílthalmazt Giovanni Battista Hodierna fedezte fel még 1654 előtt. William Herschel tőle függetlenül 1783. március 4-én újrafelfedezte. A Caldwell-katalógusban a 64-es sorszámmal szerepel.

## Tudományos adatok
Az NGC 2362 körülbelül 60 csillagot tartalmaz. Becsült kora 25 millió év, így igen fiatalnak számít. Legfényesebb csillaga az O8 színképosztályú τ Canis Majoris, melynek fényessége 4,39 magnitúdó. A Sky Catalog 2000 a halmazt a I,3,p,n Trumpler-osztályba sorolja, de mások kétségbe vonják, hogy közvetlenül egy köd tartozik hozzá.

## Megfigyelési lehetőség
Az NGC 2362 a téli ég legszebb nyílthalmaza. 4 körüli magnitúdója miatt könnyen megfigyelhető egy egyszerűbb, kis nagyítású távcsővel is.